# Harestua (przystanek kolejowy)
Harestua – kolejowy przystanek osobowy w Oppland, w regionie Oppland w Norwegii, jest oddalony od Oslo Sentralstasjon o 44,03 km. Jest położona na wysokości 261,4 m n.p.m.

## Ruch pasażerski
Leży na linii Gjøvikbanen. Jest elementem  kolei aglomeracyjnej w Oslo - w systemie SKM ma numer  300.  Obsługuje Oslo Sentralstasjon, Gjøvik. Pociągi odjeżdżają w obu kierunkach co pół godziny; nie wszystkie pociągi zatrzymują się na wszystkich stacjach. 

## Obsługa pasażerów
Poczekalnia, parking na 60 miejsc, przystanek autobusowy. Odprawa podróżnych odbywa się w pociągu.